# Felsőnyárád
Felsőnyárád ist eine ungarische Gemeinde im Kreis Putnok im Komitat Borsod-Abaúj-Zemplén.

## Geografische Lage
Felsőnyárád liegt im Norden Ungarns, 30 km nordwestlich von Miskolc. Die Nachbargemeinden sind Felsőkelecsény in 4 km Entfernung, Jákfalva (3 km), Kurityán (2 km) und Sajókaza (8 km). Bis zur nächsten Stadt Kazincbarcika sind es 12 km.

## Sehenswürdigkeiten
- Römisch-katholische Kirche Jézus Mennybemenetele
- Reformierte Kirche, erbaut 1790–1791 (Barock)

## Verkehr
In Felsőnyárád kreuzen sich die Landstraßen Nr. 2603 und Nr. 2605. Der nächstgelegene Bahnhof befindet sich ungefähr sechs Kilometer südlich in Sajókaza. 

## Weblinks

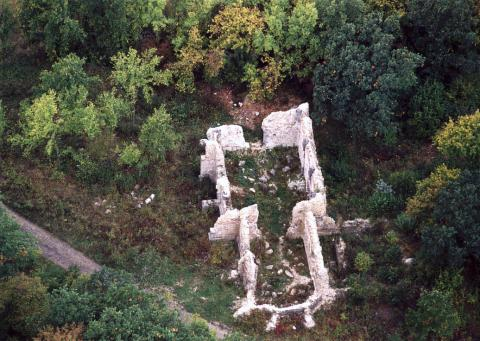
Luftaufnahme: Felsőnyárád - Ruinen